# Поршур (Можгинский район)
Поршур — село в Можгинском районе Удмуртии, входит в Нышинское сельское поселение. Находится в 27 км к юго-западу от Можги и в 130 км к юго-западу от центра Ижевска.

## История
Первоначальное название села Поршур — Поршур-Какси. Об основании села рассказываются в легендах. Одна из них звучит так.
Встретились в Малмыжском уезде Вятской губернии семь мужиков и решили искать новое место для проживания, где не было бы гнета и насилия. Долго не думая отправились они вдоль рек Вятка, Кильмезь и Вала. Поднялись по реке Ныша, затем по небольшой безымянной речушке(впоследствии её назовут Поршурка) и остановились на большой поляне. Кругом стоял стеной лес, в речке журчала вода, место было несказанно красивым. После короткого отдыха, обходя полюбившееся место, путники набрели на пасеку. Хозяин же — «пор пи»(мариец), — увидев незнакомцев оставил свою пасеку навсегда. Так удмурты начали обживать эти места. Первую зиму провели они в одном общем доме. Через год каждой семье построили отдельный дом. В молитвах обращались к языческому хранителю счастья — Воршуду. Место первоначального заселения назвали Поршур(река марийца), а в народе его сейчас называют Вуж гурт. Прошло столетие, и жители первого поселения спустились вниз по реке и обосновались на новом месте.

## Известные уроженцы
- Вахрамеев, Павел Прокопьевич (1901—1963) — советский военный деятель, Генерал-майор (1943 год).